# Debir
Debir foi uma cidade real cananeia, tinha como nome Quiriate-Sefer. Tornou-se uma cidade judia, após Otniel a tomar para os israelitas. A cidade foi fortificada no reinado de Judá e tinha um tamanho de quase 50 hectares.
Foi destruída no século VIII a.C. provavelmente quando o primeiro templo foi destruído, depois reabitada no século VII a.C. sendo fortificada novamente por um outro muro. Em 586 a.C., a cidade foi destruída pela última vez pelo rei da Babilônia Nabucodonosor II. Alguns restos de achados arqueológicos no sul do Monte Hebrom mostram que uma cidade aí realmente existiu e acredita-se que esses achados são de Debir. A sua localização ainda é inexata, mas estima-se que seja no sul ou sudoeste do vale de Hebrom.